# Christian Heinrich Sänger
Christian Heinrich Sänger, auch Saenger, seit 1789 von Sänger (* 25. Dezember 1728 in Wernsdorf; † 28. Februar 1808 in Guben), war ein sächsischer Generalleutnant der Infanterie. Er war Chef des Infanterieregiments Nr. 11.

## Leben

### Familie
Heinrich Christian Sänger war Angehöriger einer aus Schleiz im Vogtland stammenden, 1297 ebd. zuerst urkundlich genannten Familien. Seine Eltern waren der regierender Bürgermeister der Stadt Döbeln Johann Martin Saenger (1698–1781) und Dorothea Elisabeth, geb. Lose († 1740). Sein Bruder, der kurländische Oberförster Carl Saenger (* 1734) wurde Stifter der, mit seinem Neffen Carl von Saenger (1763–1814) am 19. Dezember 1789 nobilitierten, livländischen Linie des Geschlechts. 
Sänger vermählte sich 1789 mit der Witwe Johanne Christiane Friederike Hayenmann, geb. Klinguth, Tochter des kursächsischen Oberamtsregierungsrates Johann Christian Klinguth († 1773). Aus der Ehe ging die Tochter Christiana Adolphina Sänger (* 1772) hervor.

### Werdegang
1745 trat Sänger als Soldat in die Sächsische Armee, genauer in das Infanterieregiment „Graf Cosel“ ein. Seine Beförderung zum Unteroffizier erhielt er bereits 1746, die zum Fähnrich 1748. Er avancierte 1756 zum patentierten Sous-Lieutenant und machte als solcher den Siebenjährigen Krieg auf Seiten der Franzosen mit. 1761 stieg er weiter auf zum Premier-Lieutenant. Mit seiner Beförderung zum Kapitän 1766 wurde er auch Kompaniechef. 1777 wurde Sänger Major im Regiment „Prinz von Gotha“, wo er auch Bataillonskommandeur war. In dieser Stellung nahm er am Bayerischen Erbfolgekrieg teil. Im Jahr 1787 erhielt er seine Beförderung zum Oberstleutnant und wechselte in das Infanterieregiment „Kurfürst“. Sein Aufstieg zum Oberst 1791 war mit dem erneuten Wechsel, diesmal als Regimentskommandeur in das Infanterieregiment „Heyde“ verbunden. In dieser Stellung nahm er 1793 am Ersten Koalitionskrieg, insbesondere der Schlacht bei Kaiserslautern teil. 1794 kehrte er zum Infanterieregiment Nr. 3 zurück und avancierte am 17. August 1795 zum kursächsischen Generalmajor. Sänger wurde 1796 Kommandeur der 3. Brigade und übernahm 1798 als Chef das ehemalige Infanterieregiment „Graf von Brühl“, das bis zu seinem Tod nun seinen Namen führte. Am 17. Januar 1798 wurde Christian Heinrich Sänger in den Reichsadelsstand erhoben. 
Am 21. Juli 1804 wurde Sänger zum Generalleutnant der kursächsischen Armee befördert. Damit durften er und seine Ehefrau den Ehrentitel „Exzellenz“ führen.